# Schräge Länge

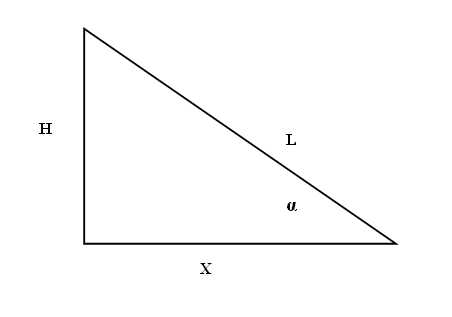
Schräge Länge L

Die schräge Länge (auch Betriebslänge oder Spannweite) ist ein Begriff, der im Seilbahnbau gebräuchlich ist. Die schräge Länge bezeichnet bei der vereinfacht als schiefe Ebene aufgefassten Seilbahn die Strecke L, die eine Seilbahn zurücklegt, um den Höhenunterschied H und die horizontale Länge X zu überwinden. Sie kann als Hypotenuse eines rechtwinkligen Dreiecks näherungsweise mithilfe des Satzes des Pythagoras bestimmt werden.
Rechenbeispiel zur Pythagoras-Vereinfachung:
Die geplante neue Turmbergbahn in Karlsruhe-Durlach hat eine horizontale Länge X von etwa 472 Metern und eine Höhendifferenz H von circa 120 Metern. Gemäß des Satzes des Pythagoras muss die schräge Länge L etwa 487 Meter betragen. Laut Topographieangabe ist die schräge Länge tatsächlich etwa 489 Meter.